# 行政法人 (中華民國)
行政法人，是中華民國政府體系中的半官方機構，為公法人的一種，乃新公共管理風潮下的產物。為因應公共事務的龐大與複雜性，原本由政府組織負責的公共事務經執行後被普遍認為不適合再以政府組織繼續運作，而牽涉的公共層面又不適合以財團形式為之，遂有「行政法人」的設置。
與財團法人最大的不同是，行政法人的資金來源是政府的預算，並且不再以公務員考試的方式進用人員。行政法人組織採合議制，設有董事會與監事（會），定期召開會議，其下得設，讓領導與執行專業化，也保障專業人員的權益。

## 定義
行政法人，指國家及地方自治團體以外，由中央目的事業主管機關，為執行特定公共事務，依行政法人法設立之公法人。
前項特定公共事務須符合下列規定：
一、具有專業需求或須強化成本效益及經營效能者。
二、不適合由政府機關推動，亦不宜交由民間辦理者。
三、所涉公權力行使程度較低者。
行政法人應制定個別組織法律設立之；其目的及業務性質相近，可歸為同一類型者，得制定該類型之通用性法律設立之。 （页面存档备份，存于）

## 特質
擺脫政府科層體制的拘束，有效率的達成政策的執行。故其有以下特質：
1. 法律人格
2. 企業化營運
3. 達成特定的公共行政目的

## 目的
1. 其所執行的公共任務是國家有義務確保其實行的。
2. 其業務執行有專業化需求或要強化成本效益和經營績效。
3. 其所執行的任務不適合用傳統的行政機關或民間組織處理。
4. 涉及公權力行使程度較低。

## 沿革
中華民國《行政法人法》規定，國家或地方自治團體外，由中央目的事業主管機關為了執行特定公共任務，依法設立具有人事以及財務自主性的公法人。2004年1月9日，立法院通過《國立中正文化中心設置條例》，同年3月1日施行，國立中正文化中心（國家表演藝術中心前身）成為中華民國第一個行政法人機構。然至2013年，中華民國僅有國立中正文化中心成功轉型行政法人組織，期間國家教育研究院亦有改組成為行政法人的計畫，但遭立法院否決；2008年6月19日，由教育部宣布先以公務機關進行與既有教育部底下所管轄的相關單位整併工作之後，後續再朝成立基金、法人的方向發展。2011年4月27日，《行政法人法》制定實施，隨後陸續有中央或地方新成立或組織改制為行政法人。未來可能將再增加核廢料處理中心、國家鐵道博物館（現為籌備處）等。

## 實例
中央行政法人
- 2014年：

4月7日，隨著行政院組織改造，文化部監督的行政法人國家表演藝術中心成立，國立中正文化中心裁撤，其所屬廳舍兩廳院與組織併入國家表演藝術中心，連同下轄的臺中國家歌劇院及衛武營國家藝術文化中心，成為全國第一個一法人多館所的行政法人。

4月16日，國防部監督的國家中山科學研究院改制為行政法人。

5月6日，科技部（後改制為國家科學及技術委員會）監督的國家災害防救科技中心改制為行政法人。
- 2015年：

1月1日，教育部監督的國家運動訓練中心改制為行政法人。
- 2018年：

8月2日，內政部監督的國家住宅及都市更新中心成立。
- 2019年：

11月8日，文化部監督的文化內容策進院正式揭牌運作，作為提升文化產業的研發機構。
- 2020年：

5月19日，文化部監督的國家電影及視聽文化中心改制為行政法人。
- 2022年：

1月19日，《國家資通安全研究院設置條例》實施，將設置行政法人國家資通安全研究院，監督機關為數位發展部。

4月19日，《國家太空中心設置條例》實施，原財團法人國家實驗研究院轄下之國家太空中心，將轉型為直接受國家科學及技術委員會監督之行政法人。
- 2023年：

1月6日，國家太空中心改制為行政法人。

2月10日，國家資通安全研究院正式揭牌運作。

5月29日，立法院三讀通過，原中央機關的「核能研究所」改制為行政法人「國家原子能科技研究院」，9月27日正式成立。

8月1日，《國家運動科學中心設置條例》實施，由教育部監督的國家運動科學中心於9月16日正式揭牌成立。

地方行政法人
- 2017年：

1月1日，由高雄市政府監督的行政法人高雄市專業文化機構成立，統籌管理改制法人化的高雄市立歷史博物館與高雄市電影館，成為全國第一個由地方政府監督設立，以及第二個一法人多館所的行政法人。

2月9日，全國第一個美術館行政法人臺南市立美術館成立，由台南市政府監督。

7月1日，高雄市立美術館納入高雄市專業文化機構營運範圍。

9月1日，高雄市立圖書館正式改制為全國第一個圖書館行政法人，由高雄市政府監督。
- 2018年：

1月，高雄市政府監督之行政法人高雄流行音樂中心揭牌運作，在海洋文化及流行音樂中心（後更名為高雄流行音樂中心）啟用前率先進行後續規劃，並推動流行音樂事業，為全國第一個由政府挹注資源的流行音樂專責機構。
- 2020年：

1月1日，苗栗縣苗北藝文中心轉型行政法人揭牌運作，由苗栗縣政府監督，為非六都第一個地方行政法人。

4月1日，繼高雄市成立專責流行音樂之行政法人後，行政法人臺北流行音樂中心揭牌運作，專責流音中心場館經營、流行文化展演、教育及培育產製。
- 2021年：

1月1日，新北市政府監督之行政法人新北市住宅及都市更新中心揭牌運作。

5月1日，臺北市政府監督之行政法人臺北表演藝術中心揭牌運作。

5月12日，臺北市政府監督之行政法人臺北市住宅及都市更新中心揭牌運作。

10月1日，桃園市政府監督之行政法人桃園市社會住宅服務中心揭牌運作（後於2025年4月1日更名為桃園市住宅及都市更新中心，並於當日揭牌運作）。
- 2024年：

8月23日，新北市政府監督之行政法人新北市美術館揭牌運作。

### 網頁
1. ↑  行政法人法第5條、第6條、第9條
2. ↑  創鈺國際科技股份有限公司, Creatidea -. . www.yatsen.gov.tw.   [2017-03-09]. （原始内容存档于2017-03-12） （中文（臺灣））.
3. ↑  . law.moj.gov.tw.   [2017-03-09]. （原始内容存档于2021-08-21）.
4. ↑  核廢設行政法人 草案年底出爐 （页面存档备份，存于），聯合新聞網，2014/05/07
5. ↑  林育綾. . ETtoday. 2019-08-16  [2022-09-09]. （原始内容存档于2022-09-09） （中文（中国大陆））.
6. ↑  . 高雄市專業文化官方網站. 2017-01-01  [2022-09-09]. （原始内容存档于2022-07-08）.
7. ↑  . 臺南市立美術館官方網站. 2018-11-06  [2022-09-09]. （原始内容存档于2022-09-09）.
8. ↑  . 高雄市立美術館官方網站.   [2022-09-09]. （原始内容存档于2022-08-10）.
9. ↑  . 行政院人事行政總處官方網站.   [2022-09-09]. （原始内容存档于2022-09-09）.

- 總統府：政府組改基礎立法完成 ，中央社，2011-4-8
- 國立中正文化中心設置條例 全國法規資料庫
- 何謂行政法人？

### 書目
- 行政法之理論與實用（增訂第十版），Ｐ１７６，吳庚著
- 行政法全彩圖解，伊藤著
- 教育研究月刊（第89期）